# Filippino de' Medici
Filippo de' Medici, detto Filippino (Firenze, 9 aprile 1598 – Firenze, 3 aprile 1602), era il sesto figlio di Ferdinando I de' Medici e Cristina di Lorena.

## Biografia
Non tutte le fonti dell'epoca sono concordi sulla data di nascita di Filippino: il Tinghi per esempio nel suo diario di corte registra il 12 giugno. Morì bambino all'età di quattro anni al Forte Belvedere.

## Ascendenza
|                         |                       |                                  | Genitori                              |  |  | Nonni |  |  | Bisnonni                  |  |  | Trisnonni            |  |
|                         |                       |                                  |                                       |  |  |       |  |  | Giovanni dalle Bande Nere |  |  | Giovanni il Popolano |  |
|                         |                       |                                  |                                       |  |  |       |  |  | Giovanni dalle Bande Nere |  |  | Giovanni il Popolano |  |
|                         |                       | Caterina Sforza                  |                                       |  |  |       |  |  | Giovanni dalle Bande Nere |  |  |                      |  |
| Cosimo I de' Medici     |                       |                                  |                                       |  |  |       |  |  | Giovanni dalle Bande Nere |  |  |                      |  |
|                         |                       | Maria Salviati                   | Jacopo Salviati                       |  |  |       |  |  |                           |  |  |                      |  |
|                         |                       | Maria Salviati                   | Jacopo Salviati                       |  |  |       |  |  |                           |  |  |                      |  |
|                         |                       | Maria Salviati                   | Lucrezia di Lorenzo de' Medici        |  |  |       |  |  |                           |  |  |                      |  |
| Ferdinando I de' Medici |                       | Maria Salviati                   |                                       |  |  |       |  |  |                           |  |  |                      |  |
|                         |                       | Pedro Álvarez de Toledo y Zúñiga | Fadrique Álvarez de Toledo y Enríquez |  |  |       |  |  |                           |  |  |                      |  |
|                         |                       | Pedro Álvarez de Toledo y Zúñiga | Fadrique Álvarez de Toledo y Enríquez |  |  |       |  |  |                           |  |  |                      |  |
|                         |                       | Pedro Álvarez de Toledo y Zúñiga | Isabel de Zúñiga                      |  |  |       |  |  |                           |  |  |                      |  |
| Eleonora di Toledo      |                       | Pedro Álvarez de Toledo y Zúñiga |                                       |  |  |       |  |  |                           |  |  |                      |  |
|                         |                       | María Osorio y Pimentel          | Luis Pimentel y Pacheco               |  |  |       |  |  |                           |  |  |                      |  |
|                         |                       | María Osorio y Pimentel          | Luis Pimentel y Pacheco               |  |  |       |  |  |                           |  |  |                      |  |
|                         |                       | María Osorio y Pimentel          | Juana Osorio                          |  |  |       |  |  |                           |  |  |                      |  |
| Filippino de' Medici    |                       | María Osorio y Pimentel          |                                       |  |  |       |  |  |                           |  |  |                      |  |
|                         | Francesco I di Lorena | Antonio di Lorena                |                                       |  |  |       |  |  |                           |  |  |                      |  |
|                         | Francesco I di Lorena | Antonio di Lorena                |                                       |  |  |       |  |  |                           |  |  |                      |  |
|                         | Francesco I di Lorena | Renata di Borbone-Montpensier    |                                       |  |  |       |  |  |                           |  |  |                      |  |
| Carlo III di Lorena     | Francesco I di Lorena |                                  |                                       |  |  |       |  |  |                           |  |  |                      |  |
|                         |                       | Cristina di Danimarca            | Cristiano II di Danimarca             |  |  |       |  |  |                           |  |  |                      |  |
|                         |                       | Cristina di Danimarca            | Cristiano II di Danimarca             |  |  |       |  |  |                           |  |  |                      |  |
|                         |                       | Cristina di Danimarca            | Isabella d'Asburgo                    |  |  |       |  |  |                           |  |  |                      |  |
| Cristina di Lorena      |                       | Cristina di Danimarca            |                                       |  |  |       |  |  |                           |  |  |                      |  |
|                         |                       | Enrico II di Francia             | Francesco I di Francia                |  |  |       |  |  |                           |  |  |                      |  |
|                         |                       | Enrico II di Francia             | Francesco I di Francia                |  |  |       |  |  |                           |  |  |                      |  |
|                         |                       | Enrico II di Francia             | Claudia di Francia                    |  |  |       |  |  |                           |  |  |                      |  |
| Claudia di Valois       |                       | Enrico II di Francia             |                                       |  |  |       |  |  |                           |  |  |                      |  |
|                         |                       | Caterina de' Medici              | Lorenzo de' Medici duca di Urbino     |  |  |       |  |  |                           |  |  |                      |  |
|                         |                       | Caterina de' Medici              | Lorenzo de' Medici duca di Urbino     |  |  |       |  |  |                           |  |  |                      |  |
|                         |                       | Caterina de' Medici              | Maddalena de La Tour d'Auvergne       |  |  |       |  |  |                           |  |  |                      |  |
|                         |                       | Caterina de' Medici              |                                       |  |  |       |  |  |                           |  |  |                      |  |